# Brezovička
Brezovička este o comună slovacă, aflată în districtul Sabinov din regiunea Prešov. Localitatea se află la altitudinea de 467 m deasupra n.m., se întinde pe o suprafață de 8,99 km2 și în 2017 număra 421 de locuitori.

## Istoric
Localitatea Brezovička este atestată documentar din 1320.

## Demografie
| An:                | 1994 | 2004   | 2014   | 2024   |
| ------------------ | ---- | ------ | ------ | ------ |
| Număr de persoane: | 395  | 422    | 424    | 416    |
| Diferență:         |      | +6,83% | +0,47% | −1,88% |

| An:                | 2023 | 2024   |
| ------------------ | ---- | ------ |
| Număr de persoane: | 406  | 416    |
| Diferență:         |      | +2,46% |